# Алкалифилы
Алкалифилы (от араб. القلوي‎, al-qāly — зола + др.-греч. φιλέω — люблю) — экстремофильные микробы, прекрасно живущие в сильнощелочных средах при pH от 9 до 11, таких как плайевые озёра и почвы, богатые карбонатами. Чтобы выжить, они поддерживают в своих клетках относительно низкий pH (около 8) путём постоянного закачивания ионов водорода в форме ионов гидроксония Н3О+ через клеточную мембрану в цитоплазму.
Примеры:
- Geoalkalibacter ferrihydriticus[1]
- Bacillus okhensis [2]
- Alkalibacterium iburiense[3]